# Manoir de Teiskola
Le manoir de Teiskola (finnois : Teiskolan kartano) est situé dans le quartier Polso de Tampere en Finlande. 

## Présentation
Le manoir est situé dans la zone de l'ancienne municipalité de Teisko dans l'actuel quartier de Polso entre Teiskolanlahti et Kirkkojärvi. 
Le manoir est fondé en 1663 et le lieutenant Johan Tammelander l'achète en 1794, et depuis lors, la ferme appartient à la famille Tammelander. 
Le bâtiment principal de la ferme a été achevé en 1810.